# Chimica dei composti eterociclici

Struttura della purina, eterociclo aromatico ad anelli condensati precursore delle basi azotate adenina e guanina.

La chimica dei composti eterociclici è la branca della chimica organica che si occupa dello studio dei composti eterociclici approfondendone i concetti relativi alla termodinamica, sintesi chimica e reattività che li caratterizzano.
Un composto eterociclico rappresenta una struttura ciclica in cui sono presenti atomi diversi dal carbonio. Gli elementi che più comunemente tendono a sostituire uno o più atomi di carbonio sono l'azoto, l'ossigeno e lo zolfo. Gli eterocicli possono essere sia ad anello semplice che ad anello condensato (unione di più anelli). Possono inoltre manifestare carattere aromatico (eteroaromatici), come nel caso del pirrolo, furano, tiofene e piridina o essere non aromatici (eteroaliciclici), come il pirano, il tiopirano, la piperazina e il diossano. La nomenclatura IUPAC, mediante l'utilizzo di prefissi e suffissi appropriati, mette in evidenza la presenza dei diversi eteroatomi, le dimensioni dell'anello e il grado di insaturazione.
Oltre ad assumere importanza in ambito prettamente chimico, la chimica dei composti eterociclici assume grande importanza nella sintesi farmaceutica, in biochimica (acidi nucleici, porfirine e sostanze naturali) e in scienza dei materiali.

## Sintesi
Alcuni composti eterociclici, quali ad esempio la piridina, la chinolina e il tiofene, si possono ricavare come prodotti secondari del petrolio. In generale la sintesi organica degli eterocicli consta in una serie di strategie atte a ottenere la ciclizzazione a partire da reagenti a catena aperta. In questo ambito sono molto utilizzate reazioni pericicliche quali l'elettrociclizzazione e la reazione di Diels-Alder. Esiste poi un insieme di reazioni più specifiche conosciute solitamente con il nome dei loro scopritori. Un esempio di tali reazioni è rappresentato dalla sintesi del furano di Paal-Knorr:
Alcuni eterocicli si possono ottenere anche a partire da altri composti eterociclici: ad esempio facendo reagire il furano con ammoniaca si ottiene l'analogo azotato chiamato pirrolo, mentre facendolo reagire con solfuro di idrogeno si ottiene l'analogo solforato tiofene.

## Reazioni
La reattività degli eterocicli non aromatici è assimilabile a quella dei comuni composti organici. Interessanti peculiarità mostrano invece gli eterocicli aromatici.
Il caratteristico carattere basico di alcuni composti eterociclici risente fortemente del tipo di struttura. La piridina, eterociclo azotato a sei atomi, può considerarsi come un derivato del benzene ottenuto per sostituzione di un carbonio con l'azoto. In una siffatta struttura il doppietto elettronico solitario presente sull'atomo di azoto non concorre alla formazione della nuvola aromatica e resta disponibile per una reazione acido-base, da ciò risulta il carattere basico della piridina che possiede pKb=8,70. Invece nel pirrolo, eterociclo azotato a cinque atomi, il doppietto elettronico dell'azoto è impegnato nella formazione della nuvola aromatica e non è disponibile per reazioni acido-base, con il risultato che tale composto possiede pKb=13,6 e non ha alcuna tendenza a legare il protone.
La presenza di un eteroatomo all'interno di un ciclo influenza anche le classiche reazioni che coinvolgono anelli aromatici. La piridina, a causa dell'effetto elettron-attrattore dell'azoto, è poco reattiva nella sostituzione elettrofila aromatica. Di contro l'effetto dell'azoto favorisce la sostituzione nucleofila aromatica e un alogeno presente in posizione 2 o 4 può venire facilmente sostituito da un nucleofilo quale l'ammoniaca (in posizione 3 l'alogeno non viene sostituito in quanto si ha un intermedio non stabilizzato). La reazione di Chichibabin è un altro ottimo esempio della particolare reattività della piridina. L'eterociclo penta-atomico pirrolo presenta invece una reattività opposta rispetta alla piridina, in quanto il doppietto elettronico attiva l'anello verso la sostituzione elettrofila mentre la sostituzione nucleofila è sfavorita.
Gli eterocicli ad anelli condensati, come la chinolina e l'isochinolina, subiscono sostituzione elettrofila aromatica più facilmente rispetto agli eterocicli esa-atomici come la piridina, in quanto l'elettrofilo attacca l'anello omociclico (quello che contiene tutti atomi di carbonio) e non quello eterociclico disattivato dall'azoto. Questi composti subiscono anche sostituzione nucleofila con attacco in posizione alfa rispetto all'azoto, nell'anello eterociclico (analogia con la piridina).